# Белановце (Липково)
Белановце (мкд. Белановце) је насеље у Северној Македонији, у северном делу државе. Белановце припада општини Липково.

## Географија
Белановце је смештено у крајње северном делу Северне Македоније, на само километар јужно од српско-македонске границе. Од најближег већег града, Куманова, насеље је удаљено 30 km северозападно.
Насеље Белановце је у североисточном делу историјске области Црногорје. Насеље је положено високо, на североисточним висовима Скопске Црне Горе. Надморска висина насеља је приближно 880 метара.
Месна клима је планинска због знатне надморске висине.

## Становништво
Белановце је према последњем попису из 2002. године имало 7 становника. 
Претежно становништво у насељу су Албанци (100%).
Већинска вероисповест је ислам.